# Kölsch (idioma)
El kölsch, la parla de Colònia, és la variant lingüística amb més nombre de parlants del ripuarisch o fràncic ripuari. Es parla a Colònia i part de la seva rodalia. Avui en dia gairebé tots els parlants utilitzen una variant familiar molt influenciada pel dialecte de la Renània, tot i que tothom domina l'alemany estàndard. El kölsch està estretament emparentat amb la parla pròpia de la regió entre el Rin i el Mosa, i el fràncic mosel·là. De fet constitueix un pont entre aquestes parles, com passa amb tot el grup ripuari.
Tot i que al kölsch hi trobem variants lèxiques en casos aïllats i que la pronunciació també varia lleugerament en funció de la zona geogràfica o la classe social, podem dir que a grans trets és una llengua clarament definida.

## Origen i formació
Després de cinc segles de dominació romana, a mitjans del segle V els francs van apoderar-se de la ciutat. Arran d'això, el llatí, oficial, fou desbancat per l'antic fràncic-germani. Però no és fins al temps de la Dinastia Otoniana que es comença a formar l'idioma propi de la ciutat, el kölsch, documentat a partir dels segles xii i xiii com a llengua de documents administratius i eclesiàstics, i més tard emprada pels ciutadans més eminents. Els fonaments de la llengua són l'alt alemany antic i l'alt alemany mitjà, així com el baix fràncic, especialment en la varietat ripuària, present en els amplis territoris que envoltaven la ciutat.
Des de principis del segle xix el kölsch s'utilitzava cada vegada més tant a la poesia com a la prosa, i fins avui en dia la concepció d'aquesta llengua s'enriqueix contínuament gràcies a les publicacions en kölsch i sobre el kölsch.

## Situació dins la societat

### Aspectes generals
A diferència d'altres dialectes dels països de parla alemanya, en cap moment el kölsch ha estat en vies d'extinció greu. De la mateixa manera que el dialecte berlinès, el kölsch va establir-se fermament com a dialecte de la ciutat i encara hi ha molts habitants de Colònia que el dominen. Els seus parlants en tenen cura i a través de la seva implicació fan que no caigui en l'oblit. A Colònia el folklore hi és ben present, sobretot durant el Carnaval. A més, la ciutat disposa de teatres i d'una àmplia escena de grups de música que utilitzen el kölsch. També hi ha un nombre considerable de poetes populars i una oferta cultural abundant i marcadament a favor del kölsch.
Tot això, entre altres coses, ha motivat la creació d'una institució, l'Akademie för uns kölsche Sproch (Acadèmia per la nostra llengua kölsch), que té com a objectiu la cura i la conservació del kölsch.

## Literatura i música
Com a exemple de poeta local s'acostuma a citar Willi Ostermann que, amb les seves odes, cançons i poemes sobre la seva ciutat natal, ha deixat un ric llegat dialectal. La família Millowitsch va continuar la seva tasca i els escriptors en dialecte també van incentivar el kölsch com a llengua escrita.
És gràcies al Carnaval que a la zona de Colònia s'ha desenvolupat de manera autònoma un repertori de cançons populars en Kölsch. En aquest sentit cal destacar alguns grups de música com, per exemple, "Bläck Fööss", "Höhner", "Räuber" o "Paveier". Cançons com per exemple el "Viva Colònia" dels "Höhner" tenen èxit fins i tot més enllà de les fronteres de la ciutat. Alhora, la Büttenrede, els monòlegs humorístics de Carnaval, també en kölsch, s'han establert com a representació artística popular.

## Parlants en clau
Colònia fou sempre un centre de comerç supraregional entre les regions del Rin i, per tant, un lloc de pas i d'intercanvi amb altres pobles. Mercaders, taverners i ciutadans de Colònia sovint requerien un tipus de comunicació que no fos necessàriament comprensible per tothom. Això fou de gran ajuda sobretot durant el domini francès i prussià.

## Importància regional
A la Renània hi ha una gran riquesa de varietats dialectals i llengües locals, però cada vegada hi ha menys parlants que han crescut amb el dialecte del seu poble com a llengua familiar. Els habitants de mitjana edat sovint van emigrar i així van traslladar el seu dialecte, cosa que va passar, per exemple, amb el kölsch. Per això, almenys des de la dècada dels 60, el kölsch ha començat a tenir influència sobre grans extensions de la rodalia de Colònia, arran d'una constant despoblació de la ciutat.